# Cahurok
A cahurok (oroszul Цахуры) egy kaukázusi népcsoport, mely főleg Oroszországban, Dagesztánban, valamint Azerbajdzsánban él. 
A cahur nyelv a lezg egyik ágának számított az 1920-as évekig.

## Történelem és lakóhely
A cahurok főleg Dagesztánban, ezen belül Mahacskala városában, a Rutul járás és a Kizljari járás területén élnek. Azerbajdzsán területén pedig a Zaqatalai járás és a Qaxi járás területén.

## Népesség
A különböző összeírásokkor a cahurok száma a következőképpen alakult Oroszországban:
- 1926-ban: 3 533 fő
- 1959-ben: 4 437 fő
- 1970-ben: 4 730 fő
- 1979-ben: 4 774 fő
- 1989-ben: 6 492 fő
- 2002-ben: 10 366 fő
- 2010-ben: 12 769 fő